# بيل غريفز
بيل غريفز (بالإنجليزية: Bill Greif)‏ هو لاعب كرة قاعدة أمريكي، ولد في 25 أبريل 1950 في فورت ستوكتون في الولايات المتحدة.

## وصلات خارجية
- بيل غريفز على موقع دوري كرة القاعدة الرئيسي (الإنجليزية)
- بيل غريفز على موقعبيزبول رفرنس.كوم (الدوري الرئيسي) (الإنجليزية)
- بيل غريفز على موقعبيزبول رفرنس.كوم (الدوري الثانوي) (الإنجليزية)